# Beauty Marks
Beauty Marks — седьмой студийный альбом американской певицы и автора песен Сиары, выпущенный 10 мая 2019 года на её независимом лейбле Beauty Marks Entertainment. Дистрибьютором пластинки выступила компания Alternative Distribution Alliance. В качестве синглов с альбома были выпущены пять композиций: «Level Up», «Freak Me», «Dose», «Greatest Love» и «Thinkin Bout You». Beauty Marks дебютировал под 87-м номером в американском хит-параде Billboard 200, что делает его наименее успешным альбомом Сиары на сегодняшний день. Пластинка получила смешанные отзывы музыкальных критиков.

## История создания
После выпуска альбома Jackie (2015), в начале 2016 года Сиара приняла решение покинуть лейбл Epic Records. Несмотря на платиновый сингл «I Bet», пластинка потерпела неудачу в хит-парадах; так, за три месяца по всему миру было продано всего около 160 000 экземпляров диска. В марте 2016 года певица планировала провести вторую часть тура в поддержку Jackie, которая изначально должна была состояться в ноябре прошлого года; однако 27 февраля 2016 года Сиара объявила об отмене концертов, поскольку решила сосредоточиться на записи седьмого студийного альбома. Певица также сообщила, что новая пластинка будет выдержана в новом для неё музыкальном направлении.
27 января 2017 года стало известно, что Сиара заключила контракт с компанией Warner Bros. Records. Дистрибуцией музыкальных релизов певицы начала заниматься Alternative Distribution Alliance. В том же году Сиара запустила собственный лейбл звукозаписи Beauty Marks Entertainment (BME), первыми релизами которого стали синглы «Level Up», «Freak Me» и «Dose», выпущенные в 2018 году.
28 марта 2019 года Сиара объявила, что её седьмой студийный альбом будет называться Beauty Marks, и что он выйдет 10 мая того же года. На следующий день пластинка стала доступна для предзаказа, а также состоялась премьера пятого сингла «Thinkin Bout You».

## Синглы
18 июля 2018 года состоялся цифровой релиз первого сингла с альбома «Level Up». В тот же день был представлен видеоклип на эту композицию. Песня закрепилась на 59-й строчке в американском хит-параде Billboard Hot 100, на 23-й в Hot R&B/Hip-Hop Songs, а также возглавила чарт R&B Digital Song Sales. Вскоре Американская ассоциация звукозаписывающих компаний (RIAA) присвоила «Level Up» платиновый статус. 10 августа 2018 года Сиара выпустила второй сингл с пластинки «Freak Me», записанный совместно с нигерийским рэпером Tekno. Трек занял 22-ю строчку в чарте R&B/Hip-Hop Digital Songs.
14 сентября 2018 года состоялся релиз третьего сингла с альбома «Dose». 25 октября, в день рождения певицы, вышел видеоклип на эту песню. Композиция закрепилась на седьмой строчке хит-парада R&B Digital Song Sales. 12 февраля 2019 года певица представила четвёртый сингл с пластинки «Greatest Love». В тот же день состоялась премьера клипа. Трек занял 21-е место в R&B Digital Song Sales.
29 марта 2019 года вместе с клипом был представлен пятый сингл с Beauty Marks «Thinkin Bout You», который закрепился на 20-й строчке в хит-параде R&B/Hip-Hop Digital Songs. 10 мая того же года, в день релиза альбома, Сиара представила видеоклип на заглавный трек, занявший 22-е место в чарте R&B Digital Songs Sales. 14 июня состоялась премьера клипа на песню «Set».

## Реакция критиков
| Совокупная оценка | Совокупная оценка |
| Источник          | Оценка            |
| ----------------- | ----------------- |
| Metacritic        | 57/100            |
| Оценки критиков   |                   |
| Источник          | Оценка            |
| AllMusic          | [ 26 ]            |
| NME               | [ 27 ]            |
| Pitchfork         | 6,5/10            |
| Spectrum Culture  | 3/5               |
| Spin              | смешанная         |
| Time              | положительная     |

Beauty Marks получил смешанные отзывы критиков. На агрегаторе оценок Metacritic альбом получил 57 баллов из 100 возможных. Стивен Джей Горовиц из журнала Time дал положительно отозвался о пластинке. По мнению журналиста, первый альбом Сиары в качестве независимого исполнителя доказывает, что певица «делает шаг вперёд», и даёт представление о Сиаре и об опыте, «благодаря которому она стала той, кем является сейчас». Критик также заявил, что песни о счастье и удовлетворённости, «как и новообретённая открытость, отлично ей подходят»: «это Сиара, которую мы заслуживаем, и то, что заслуживает она сама». Обозреватель сайта AllMusic Энди Келлман отметил, что Сиара «вновь повторяет каждый шаг, проделанный ею прежде». Рецензент высоко оценил баллады, подчеркнув, что они «легко берут верх над ритмичными треками», ни один из которых, по мнению, Келлмана, не может сравниться с предыдущими танцевальными хитами певицы. Эрик Торрес с сайта Pitchfork поставил альбому 6,5 баллов из 10 возможных, выразив мнение, что «несмотря на несколько ярких моментов, Beauty Marks омрачён проходными треками, занимая промежуточное положение между легковесным поп-R&B и устаревшими гимнами о расширении прав и возможностей, которые по большому счёту оставляют таланты Сиары недоиспользованными». Ник Левин из журнала NME отметил, что «цельный и приятный седьмой альбом Сиары порадует её давних поклонников, но, вероятно, не вернёт её карьеру к славным дням начала нулевых», когда певица выпустила три успешных хита («Goodies», «1,2 Step» и «Oh»). По мнению обозревателя, «хотя на Beauty Marks почти нет ничего нового, Сиара демонстрирует достойную уважения широту диапазона голоса».

## Коммерческий успех
Beauty Marks дебютировал под 87-м номером в американском хит-параде Billboard 200 и провёл в нём ровно неделю. Пластинка также закрепилась на 48-й строчке в чарте Billboard Top R&B/Hip-Hop Albums и Independent Albums.

## Список композиций
Автором всех композиций выступила сама певица. Снизу указаны соавторы.
| №                   | Название                                 | Автор(ы)                                                                 | Продюсер(ы)                                                         | Длительность |
| ------------------- | ---------------------------------------- | ------------------------------------------------------------------------ | ------------------------------------------------------------------- | ------------ |
| 1.                  | «I Love Myself» (совместно с Macklemore) | Бенни Кассет, Macklemore, Клара Хеннингсен, Кимберли Перри               | Кассет[a], Сиара[a], Тайлер Доппс[a]                                | 5:28         |
| 2.                  | «Level Up»                               | Терон Томас, Джонатан Ротем, Телли Браун-младший                         | Ротем[a], Сиара[a]                                                  | 3:34         |
| 3.                  | «Set»                                    | Томас, Даллас Кейтон                                                     | Moonbeat, Сиара[a], Энди Ди Парк[a]                                 | 2:56         |
| 4.                  | «Thinkin Bout You»                       | Эстер Дин, Марк Сибли, Натан Каннингем                                   | Спейс Праймейтс, Сиара[a], Парк[a]                                  | 3:48         |
| 5.                  | «Trust Myself»                           | Колби Грин, Брендон Грин                                                 | Maejor, Сиара[a], Колби Грин[a]                                     | 3:38         |
| 6.                  | «Girl Gang» (совместно с Келли Роуленд)  | Джей Пьер Медор, Кристофер «Трики» Стюарт, К.Грин                        | Медор, Трики Стюарт, Сиара[a], Парк[a], Роуленд[a], Кайл Коулман[a] | 3:19         |
| 7.                  | «Dose»                                   | Родни Джеркинс, Кармен Рис, Самуэль Фишер                                | Darkchild, Сиара[a], Парк[a]                                        | 3:42         |
| 8.                  | «Na Na»                                  | Кассет, Розина «Soaky» Сайрен, Каве Растгар, Брендон Коулман, Джош Лопес | Кассет[a], Сиара[a]                                                 | 3:20         |
| 9.                  | «Freak Me» (совместно с Tekno)           | Томас, Ротем, Тиватоп Севейдж, Чарльз Энебели, Майкл Аджерех Коллинз     | Ротем[a], Сиара[a]                                                  | 3:20         |
| 10.                 | «Greatest Love»                          | Томас, Джаспер Камерон, Род Камерон                                      | Д.Камерон, Р.Камерон, Сиара[a], Парк[a]                             | 3:43         |
| 11.                 | «Beauty Marks»                           | Скайлар Грей                                                             | Грей[a], Сиара[a], Эрик Росс[a]                                     | 3:38         |
| Общая длительность: | Общая длительность:                      | Общая длительность:                                                      | Общая длительность:                                                 | 40:03        |

| №                   | Название                                                      | Автор(ы)                                      | Продюсер(ы)         | Длительность |
| ------------------- | ------------------------------------------------------------- | --------------------------------------------- | ------------------- | ------------ |
| 12.                 | «Level Up (Remix)» (совместно с Мисси Эллиотт и Fatman Scoop) | Томас, Ротем, Браун-младший, Исаак Фримен III | Ротем               | 3:49         |
| Общая длительность: | Общая длительность:                                           | Общая длительность:                           | Общая длительность: | 43:52        |

Примечания
- ↑  означает вокального продюсера (может быть дополнением к музыкальному продюсированию)

Семплы
- «Level Up» содержит семпл из композиции DJ Telly Tell «Fuck It Up Challenge», которую написал сам исполнитель[14]
- «Freak Me» содержит семпл из композиции певицы Тивы Севейдж[англ.] «Before NKO», которую написала сама исполнительница в соавторстве с Чарльзом Энебели и Майклом Аджерехом Коллинзом[33].

## Позиции в чартах
| Чарт (2019)                   | Высшая позиция |
| ----------------------------- | -------------- |
| Австралия (Digital Albums)    | 28             |
| Великобритания (UK R&B Chart) | 10             |
| США (Billboard 200)           | 87             |
| США (Top R&B/Hip-Hop Albums)  | 48             |
| США (Independent Albums)      | 6              |